# Alarm (apparaat)

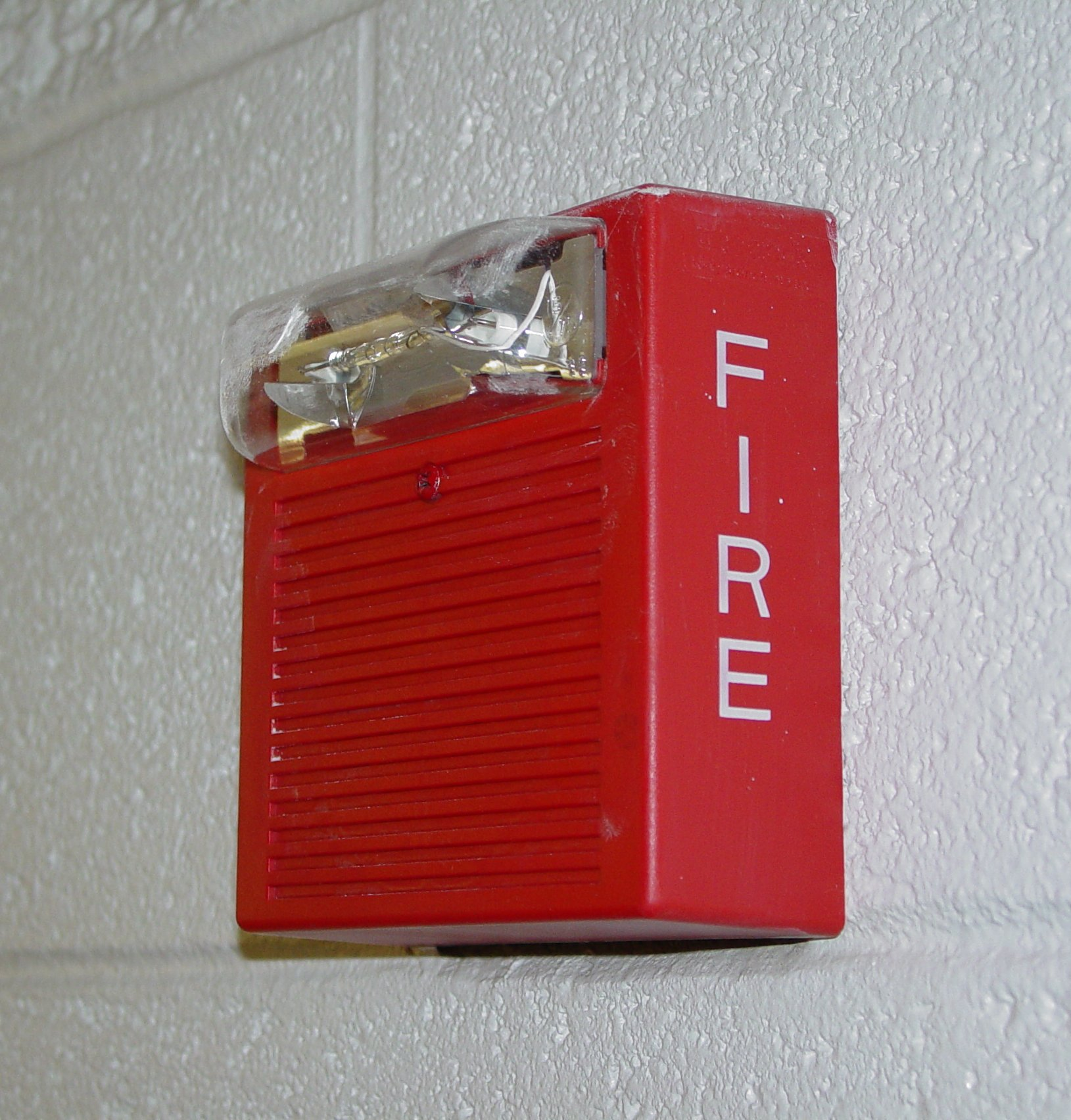
Voorbeeld van een brandalarm

Een alarm is een gebeurtenis die waarschuwt voor een bijzondere (meestal gevaarlijke) situatie. Over het algemeen moet bij een alarm een mens een bepaalde actie ondernemen.
Er zijn twee soorten alarm te onderscheiden: een alarm dat ontstaat doordat een mechanisch of elektronisch apparaat een bijzondere gebeurtenis detecteert, en een alarm dat door iemand wordt gegeven om anderen te waarschuwen.

De manier waarop het alarm gegeven wordt, kan velerlei zijn, bijvoorbeeld door licht- en geluidssignalen (sirene) of door een telefoonnummer te bellen.
Voorbeelden van verschillende soorten alarm:
- Een alarminstallatie dient om een bedrijf of woonhuis te beveiligen;
- Een rookmelder dient om personen en goederen te beveiligen tegen brand;
- Een koolmonoxidemelder om personen te beveiligen tegen vergiftiging;
- Procesbewaking. Bij industriële processen kan een alarm afgaan, wanneer bijvoorbeeld de temperatuur van een onderdeel te hoog wordt;
- Luchtalarm, wanneer er gevaar dreigt;
- Weeralarm, bij een te verwachten gevaarlijke weersituatie;
- Het S.M.A.R.T.-systeem kan een alarm geven, wanneer een harde schijf onbetrouwbaar wordt.

Veel voorwerpen die met een alarm te maken hebben, krijgen de term 'alarm' voor het woord, zoals alarmknop, alarmbel, alarmlichten, alarmsignaal, alarmbereik, alarmbeeld, alarmsituatie, etc. 

## Andere betekenis
Het woord 'alarm' wordt ten onrechte ook vaak gebruikt in plaats van een wekker. Dit komt vermoedelijk door een onjuiste vertaling uit het Engels (alarm clock). 
Het verschil is dat een wekker op een vooraf ingesteld tijdstip afgaat, bijvoorbeeld om de gebruiker wakker te maken of om hem aan een afspraak te herinneren. Een alarm treedt op door een onverwachte gebeurtenis, waarbij dringend actie moet worden genomen.
Veel mobiele telefoons hebben een wekfunctie die 'alarm' wordt genoemd. Dat betekent dus niet dat het alarmnummer (112) wordt gebeld, maar dat de eigenaar op een vooraf ingesteld tijdstip gewaarschuwd wordt.

## Etymologie
Het woord alarm is eigenlijk een wapenkreet, ontleend aan het Franse alarme of het Italiaanse allarme. Eigenlijk betekent het dus all' arme, te wapen. Het woord werd later als zelfstandig naamwoord gebruikt. In figuurlijke toepassing werd het als noodkreet gebruikt bij gevaar of onraad in het algemeen.